# Домброва (гміна Сенниця)
Домброва (пол. Dąbrowa) — село в Польщі, у гміні Сенниця Мінського повіту Мазовецького воєводства.
Населення — 64 особи (2011).
У 1975-1998 роках село належало до Седлецького воєводства.

## Демографія
Демографічна структура станом на 31 березня 2011 року:
|          | Загалом | Допрацездатний вік | Працездатний вік | Постпрацездатний вік |
| -------- | ------- | ------------------ | ---------------- | -------------------- |
| Чоловіки | 32      | 7                  | 22               | 3                    |
| Жінки    | 32      | 6                  | 17               | 9                    |
| Разом    | 64      | 13                 | 39               | 12                   |